# Río Cuyuní
El río Cuyuní es un río sudamericano afluente del río Esequibo. Nace en la parte oriental del estado Bolívar de Venezuela y atraviesa de oeste a este toda el área de la región de Cuyuní-Mazaruní en Guyana, En algunos tramos sirve como límite reconocido internacionalmente del territorio en disputa (que incluye gran parte del río Cuyuní) el cual es actualmente administrado por el Estado guyanés (anteriormente la colonia de la Guayana británica) que ha reconocido la contención venezolana de derechos de soberanía en el área de según el Acuerdo de Ginebra.
El río tiene un recorrido de 618 km, de oeste a este, desde El Dorado en el municipio Sifontes, en el estado Bolívar, Venezuela. En su recorrido tiene un brazo fluvial que forma la isla de Anacoco a un costado del cauce principal que vuelve a reunirse casi en el área límite de territorio en disputa, considerado por los guyaneses como «frontera» con Venezuela mas no por los venezolanos, que consideran que la frontera binacional se encuentra en la línea media del río Esequibo. Pasando este «límite» o «frontera», según sea la percepción mientras no se dilucide el caso, de acuerdo con la organización administrativa guyanesa, pasa entre las regiones de Barima-Waini y Cuyuní-Mazaruní, sirviendo de límite entre ambos, pasa entre la región de Pomerón-Supenaam y Cuyuní-Mazuruní, región de las islas Esequibo-Demerara Occidental, hasta desembocar en el río Esequibo, un poco antes de que este desemboque en el océano Atlántico.
Tiene una cuenca de 50 347 km², de los que unos 12 192 km² se encuentran en la Guayana Esequiba. En la parte venezolana de su cuenca recibe el nombre de Yuruari y recibe afluentes, por la izquierda, que nacen en la altiplanicie de Nuria, como el Botanamo; y por la derecha, ríos que proceden de la Gran Sabana, como el Venamo. Poco antes de su desembocadura en el Esequibo, recibe al río Mazaruni por la derecha.
El río es una fuente de oro aluvial. Se explota en Aurora, Guayana Esequiba.
La proyectada central de energía hidroeléctrica de Kamaria está situada en la parte de la Guayana Esequiba del río Cuyuní.

## Incidente del Cuyuní
El 2 de enero de 1895 se produce el llamado Incidente del Cuyuní, bautizado así por el general Domingo Antonio Sifontes, fue un enfrentamiento armado entre venezolanos y británicos ocurrido en la región del río por la disputa territorial que tenía Venezuela con la Guyana británica, en el que por dirección de Sifontes los venezolanos salieron vencedores.

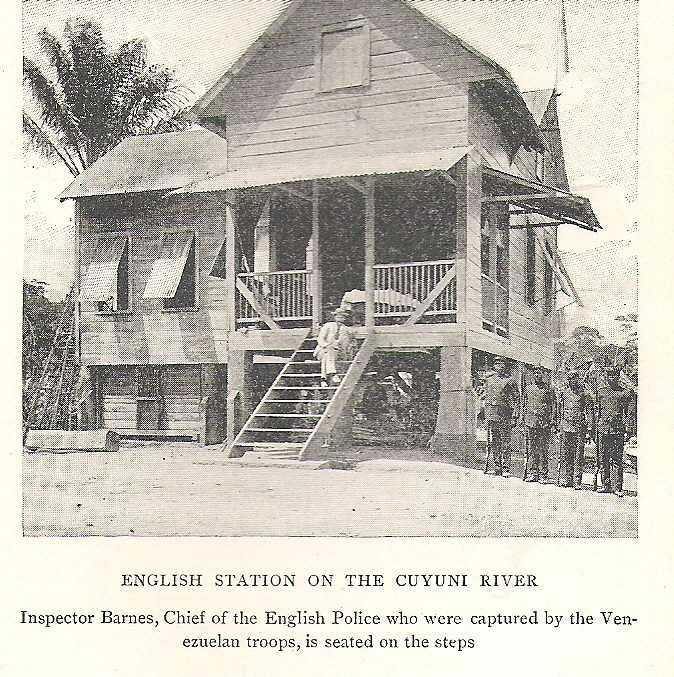
Inspector Barnes en la estación ocupada con sus hombres.

En horas de la madrugada, los hombres de la Policía Británica dirigidos por el inspector Barnes de Inglaterra, tomaron un puesto militar desocupado, de nacionalidad venezolana, ubicado en la margen izquierda de río, en el cual los hombres de Barnes izaron la bandera británica en tierras venezolanas durante el día.
Ante este hecho, el capitán Andrés Avelino Domínguez, segundo al mando de Sifontes, fue enviado a recuperar el asentamiento, resultando en la retirada de los ingleses y el apresamiento de Barnes y sus hombres, que fueron llevados a la Comisaría General, lo que aumentó las tensiones entre ambos países, en medio de una crisis interna que vivía Venezuela.

## Isla de Anacoco

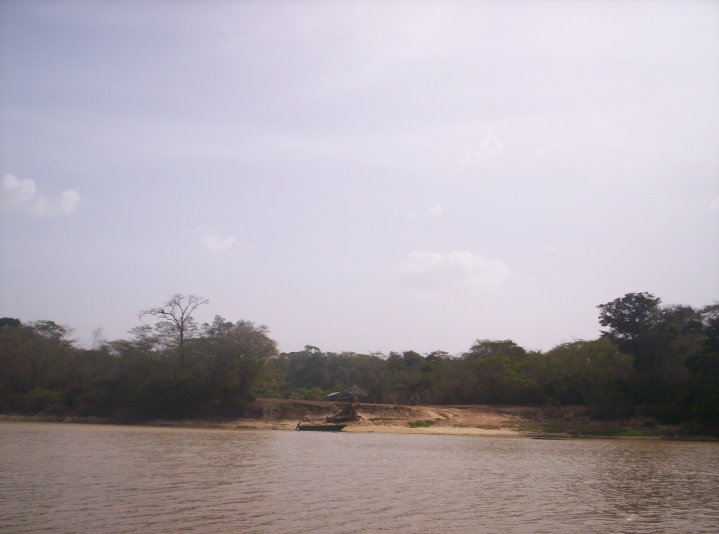
Caño "Brazo Negro" que se desprende al Norte del río Cuyuní formando la Isla de Anacoco.

La isla de Anacoco está en la confluencia del río Cuyuní con el Venamo: Venezuela ocupó la totalidad de la isla en 1966 por considerar que está fuera del área en litigio dado que la isla se forma a partir de un brazo fluvial que se desprende del cauce principal del río, sin embargo, Guyana considera que la mitad de la isla le pertenece al área en disputa de la Guayana Esequiba. En la actualidad la totalidad de la isla está bajo dominio venezolano.